# Zooey Zephyr
Zooey Zephyr (Billings (Montana), 29 augustus 1988) is een Amerikaans politica voor de Amerikaanse staat Montana. Sinds 2 januari 2023 representeert zij het 100ste congresdistrict in het Huis van Afgevaardigden van de staat Montana. Als partijlid van de Democratische Partij werd zij tijdens de verkiezingen van 2022 verkozen, daarbij is zij de eerste openlijke trans vrouw in het Huis van Afgevaardigden in Montana.

## Levensloop
Zephyr is geboren in Billings, Montana. Ze studeerde in 2011 af aan de Universiteit van Washington met een dubbele Bachelor of Arts in Business Administration en Creative Writing.
Zephyr keerde vervolgens terug naar haar thuisstaat om graduate studies te volgen aan de Universiteit van Montana (UM). Ze begon bij de afdeling Biologie van de universiteit en vervolgens bij het Bureau van de Rector, waar ze als programmamanager toezicht hield op de curricula van de universiteit.

## Carrière
Zephyr begon met haar activisme in 2020. Ze getuigde voor legislatuur van Montana ter verdediging van LHBTI+-rechten en had een ontmoeting met de Republikeinse gouverneur Greg Gianforte, maar zij vond dat het tegen een muur praten was omdat de legislatuur het niet wilde aanhoren. Nadat ze had gezien hoe wetsvoorstellen die tegen de rechten van trans mensen zijn, met een marge van één stem werden aangenomen, zoals wetgeving die het moeilijk maakt voor trans mensen om hun geboortecertificaten bij te werken, vond ze dat ze het Huis van Afgevaardigden in moest. Zephyr besloot op 1 maart 2021 haarzelf als kandidaat te stellen voor de tussentijdse verkiezingen van 2022.
Nadat ze verkozen was in de verkiezingen van 2022 nam ze op 2 januari 2023 haar ambt aan.

## Verkiezing Geschiedenis
In de voorverkiezingen van de Democratische Partij van Montana won Zephyr van haar tegenstander, David Severson, met 1.483 stemmen van de 2.417.
Zephyr won de verkiezingen van tegenstanders Sean Patrick McCoy (Rep.) en Michael Vanecek (Lib.) met 4.053 stemmen van de 5.117.

## Persoonlijk
Zephyr is biseksueel en transgender. Zij is verloofd met journalist en mede-activist Erin Reed, die ze op 6 mei 2023 ten huwelijk vroeg.